# The Nut Job
The Nut Job (Locos por las Nueces en Hispanoamérica, y Operación cacahuete en España) es una película de 2014 en 3D dirigida por Peter Lepeniotis (quien también escribió la película con Lorne Cameron) y protagonizada por las voces de Will Arnett, Brendan Fraser, Gabriel Iglesias, Jeff Dunham, Liam Neeson y Katherine Heigl. La película está basada en el cortometraje de 2005 de Lepeniotis, Surly Squirrel. Fue estrenada el 17 de enero de 2014 por Open Road Films. Con un presupuesto de $42.8 millones, es la película animada más cara coproducida en Canadá y Corea del Sur.
A pesar de ser mal recibida por los críticos, fue un éxito en la taquilla, ganando $64.3 millones en América del Norte por un total de $113.3 millones.
Se estrenó la secuela, The Nut Job 2: Nutty by Nature, el 11 de agosto de 2017.

## Reparto

### Actores originales
| Actor            | Personaje               |
| ---------------- | ----------------------- |
| Will Arnett      | Surly                   |
| Brendan Fraser   | Grayson                 |
| Gabriel Iglesias | Jimmy                   |
| Jeff Dunham      | Mole                    |
| Liam Neeson      | Raccoon                 |
| Katherine Heigl  | Andie                   |
| Stephen Lang     | Percy "King" Dimpleweed |
| Maya Rudolph     | Precious                |
| Sarah Gadon      | Lana                    |
| James Rankin     | Fingers                 |
| Scott Yaphe      | Lucky                   |
| Joe Pingue       | Johnny                  |
| Annick Obonsawin | Jamie                   |
| Julie Lemieux    | Girl Scout              |
| Robert Tinkler   | Buddy                   |
| James Kee        | Street Rat              |
| Scott McCord     | Oficial de policía      |
| Katie Griffin    | Pigeon                  |

## Doblaje
| Personaje       | España (Filmax)     | México (Diamond Films)  | Chile (DINT)      |
| --------------- | ------------------- | ----------------------- | ----------------- |
| Surly           | Raúl Llorens        | Daniel del Roble        | Sebastián Plaza   |
| Grayson         | Juan Carlos Gustems | José Gilberto Vilchis   | Darwin Le Roy     |
| Jimmy           | Antonio Lara        | Edson Matus             |                   |
| Topo            | Xavier Fernández    | Ernesto Lazama          |                   |
| Mapache         | Salvador Vidal      | Rubén Moya              | Matias Farjardo   |
| Andie           | Alba Sola           | Mireya Mendoza          | Loreto Araya      |
| Rey             | Ricky Coello        | Humberto Solórzano      |                   |
| Preciosa        | Inés Moraleda       | Verónica López Treviño  |                   |
| Lana            | Marta Barbará       | Cony Madera             |                   |
| Dedos           | Paco Gázquez        | Miguel Ángel Ghigliazza |                   |
| Suertudo / Luke | Alberto Mieza       | Nicolás Frías           |                   |
| Johnny          | Luis Mas            | Carlo Vázquez           |                   |
| Jamie           | Meritxell Ané       | Xóchitl Ugarte          |                   |
| Niña Scout      | Carmen Ambrós       | Sara Gómez              | Betsabé Gutiérrez |
| Amigo           |                     |                         | Brian Ramírez     |